# Stereoscope (album)
Stereoscope è il secondo album di Cesare Basile, pubblicato nel 1998.

## Tracce
1. Incendiami la vita
2. Mayday
3. Di Maggio
4. Diecimila anni
5. Stereoscope
6. Come Neve Sui Teneri
7. Cgdfce
8. Dove Finisce l'Isola
9. Senza Resistenza
10. Sul Vetro
11. Natale
12. Goodbye